# Cerklje ob Krki
Cerklje ob Krki es una pequeña localidad al sur de Eslovenia, cerca de la frontera con Croacia. Una nueva base de la OTAN está siendo construida en la localidad, y se espera que sea completamente operacional en 2010.
Las instalaciones están siendo construidas en un complejo militar aéreo ya existente, construido por el gobierno yugoslavo como una base del Ejército Popular Yugoslavo. Cuando Eslovenia se independizó, esta base, conjuntamente con el aeropuerto de Ljubljana, fue reconvertida en la base de la 15.ª Brigada Vojaskega Letalstva (Brigada de Aviación Militar, la unidad de aviación del ejército esloveno). También se construyó una escuela militar de las Fuerzas Aéreas.
El 7 de diciembre de 2006, el ministro de defensa esloveno, Karl Erjavec, conjuntamente con otros ministros, firmó un protocolo que trabsformaría Cerklje ob Krki en unas instalaciones de apoyo para la flota aérea de la OTAN. La construcción de esta base no cuenta con el apoyo entre los residentes, que muestran preocupación respecto al efecto medioambiental y económico que tendrá sobre la localidad.
- Datos: Q1963392
- Multimedia: Cerklje ob Krki / Q1963392